# Ferrihidrite

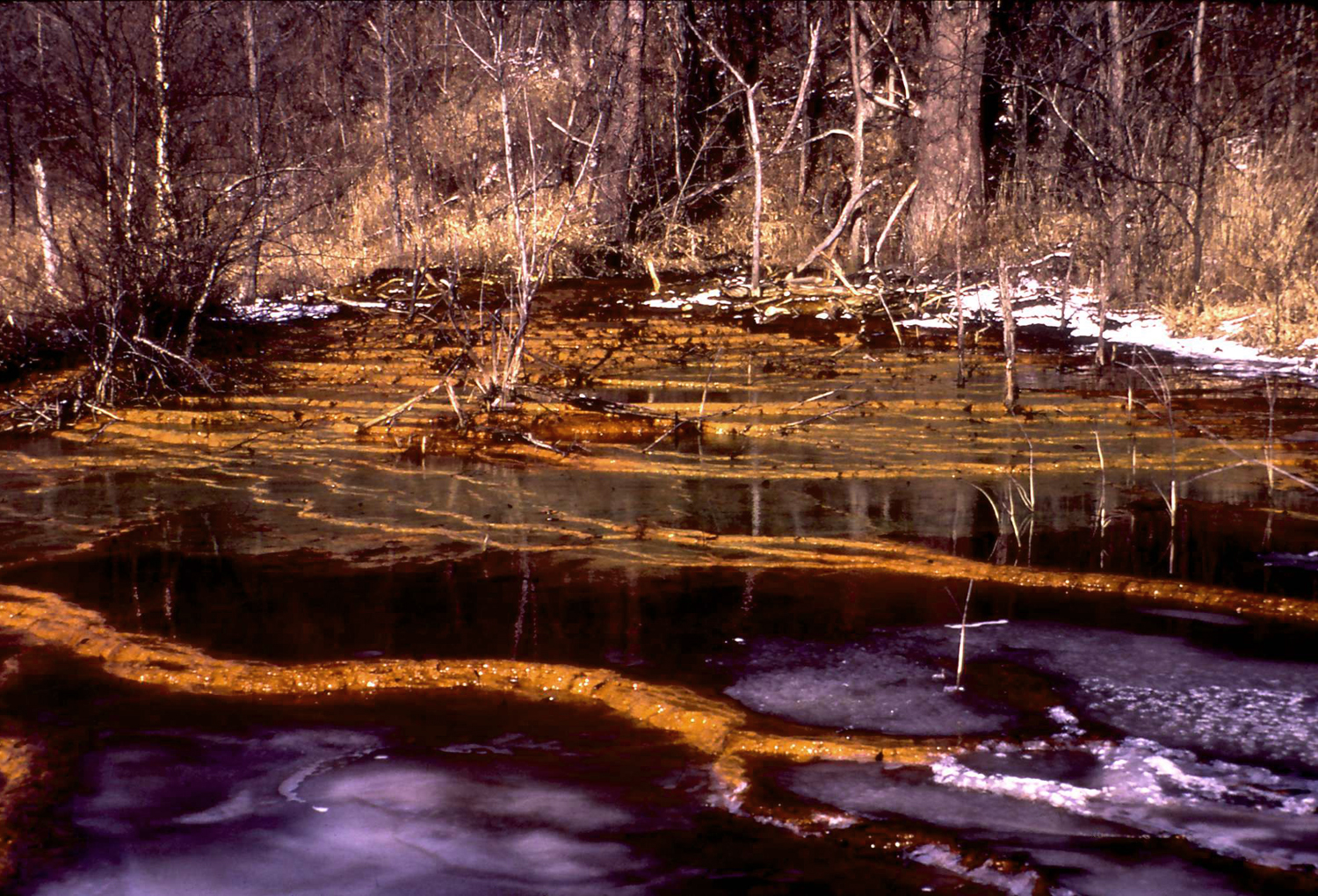
Drenagem de mina no Ohio (EUA) com precipitado de ferrihidrite.

Ferridrite (também ferrihidrite ou ferrihidrita, símbolo IMA: Fhy) é um mineral de ocorrência pouco comum da classe dos minerais de óxidos, descrito em 1971 em minas do Cazaquistão, assim designado por ter composição química dominada por ferro hidratado. Trata-se de um óxido e hidróxido de ferro, normalmente com sílica quimicamente adsorvida, cuja fórmula química aproximada é Fe3+10O14(OH)2. A ferrihidrite cristaliza no sistema cristalino hexagonal, mas desenvolve apenas cristais microscópicos e agregados minerais do tipo esferólito com até cerca de 50 μm de diâmetro, de coloração de castanho-amarelado a castanho-avermelhado ou castanho-escuro, com risca castanho-amarelada.

## Descrição

### Origem e etimologia
A maioria dos espécimes conhecidos são formados artificialmente nas drenagens de minas de ferro, embora alguns espécimes naturais também tenham sido analisados. A ferrihidrite foi descrita pela primeira vez em nascentes de água fria e quente, em ambientes ricos em ferrobactérias (géneros Gallionella, Leptothrix e Toxothrix) nas Montanhas Altai no leste do Cazaquistão.
O material foi analisado e descrito pela primeira vez por Fedor Vasilyevich Chukhrov (russo: Федор Васильевич Чухров)), B. B. Zvyagin, A. I. Gorshkov, L. P. Ermilova e V. V. Balashova, que deram ao mineral o nome de "ferro-hidratado" (em inglês ferrihydr; de ferri-c e hydr-ated; russo: ферригидрит). A equipa de mineralogia enviou os resultados do ensaio e o nome escolhido para a International Mineralogical Association para consideração em 1971 (IMA internal accession no.: 1971-015), que reconheceu a ferrihidrite como uma espécie mineral distinta.
Uma vez que o material para a análise do mineral provinha das minas Belousovsky (também Belousovskii ou Belousovskoe), perto de Glubokoye, e Ridder-Sokolnoe (também Leninogorsk), perto de Ridder, ambas as minas são consideradas localidade-tipo. O material-tipo do mineral é mantido no Museu Geológico Vernadsky (registo nº 51508) e Museu Mineralógico Fersman da Academia Russa de Ciências (registo n.º 76642), em Moscovo.
A ferrihidrite forma-se por oxidação e hidrólise rápidas de outros minerais ferrosos em ambientes altamente oxidantes, fortemente dependentes do pH, com vários graus de reestruturação cristalina entre os dois extremos: ferrihidrite de 2 linhas e ferrihidrite de 6 linhas. É um precursor na formação de outros minerais como a hematite.
A sua ocorrência é generalizada na fracção solúvel dos solos e das rochas erodidas. Acumula-se em precipitados em torno de fontes quentes e frias, especialmente aquelas que suportam uma comunidade abundante de bactérias metabolizadoras de ferro, em águas de efluentes de minas ácidas. Encontra-se frequentemente em associação com outros minerais, como a goethite, a lepidocrocite, a hematite e os óxidos de manganês.

### Classificação e estrutura cristalina
Na desatualizada Sistemática Mineral de Strunz (8.ª edição), a ferriidrite ainda não consta da lista.
Na Lapis-Mineralienverzeichnis (Diretório mineral Lapis), de Stefan Weiß, que foi revisto e atualizado pela última vez em 2018 e que, por consideração a coleccionadores privados e colecções institucionais, ainda segue a forma antiga da sistemática de Karl Hugo Strunz, o mineral recebeu o o número de sistema e de mineral IV/F.09-20. Na Sistemática Lapis, a ferridrite corresponde à classe dos óxidos e hidróxidos e à divisão Hidróxidos e hidratos oxídicos (óxidos hidratados com estrutura em camadas), onde a ferrihidrite, juntamente com a akdalaite, forma o grupo sem nome IV/F.09.
A atualização mais recente da IMA, realizada em 2009, publicada como Sistemática Mineral de Strunz (9.ª edição), por outro lado, classifica a ferrihidrite na divisão de «Hidróxidos (sem V ou U)». Esta divisão é subdividida de acordo com a possível presença de OH e/ou H2O bem como a estrutura cristalina, de modo que o mineral é classificado de acordo com a sua composição e estrutura na subdivisão «Hidróxido com OH, sem H2O; Camadas de octaedros ligados por arestas» onde é o epónimo do «Grupo da ferrihidrite» com o sistema n.º 4.FE.35 e do até agora único mineral hipotético hidromaghemite.
Também a Classificação de Dana (Systematics of minerals according to Dana), que é predominantemente utilizada nos países de língua inglesa, coloca a ferridrite na classe dos «Óxidos e hidróxidos» e, em seguida, na divisão dos «Minerais de óxido». Aqui está juntamente com a akdalaite no grupo sem nome «04.03.02» dentro da subdivisão «Óxidos simples com uma carga catiónica 3+ (A2O3)».
A ferrihidrite cristaliza hexagonalmente no grupo espacial P63mc (grupo espacial n.º 186) com os parâmetros de rede médios a = 5,95 Å e c = 9,06 Å e uma unidade de fórmula por célula unitária.

### Formação e ocorrência
A ferrihidrite forma-se como um precipitado em nascentes frias e termais com a cooperação de microrganismos oxidantes de ferro (ferrobactérias), mas também se encontra amplamente na fração solúvel dos solos e das rochas. Como minerais acompanhantes, podem ocorrer, entre outros, a goethite, a hematite, a lepidocrocite e vários óxidos de manganês.
Como uma formação mineral rara, a ferrihidrite só foi encontrada em algumas localidades, embora (a partir de 2013) cerca de 60 localidades sejam conhecidas. Além de sua localidade tipo nas Montanhas Altai, o mineral também foi encontrado na mina de ferro Sokolovskoe, na província de Qostanai do Cazaquistão.
Na Alemanha, a ferrihidrite foi encontrada, entre outros locais, no Schmiedestollen perto de Wittichen e no Grube Clara perto de Oberwolfach em Baden-Württemberg, nas escombreiras da Ochsenhütte perto de Goslar e no Hölltal, perto de Lautenthal na Baixa Saxónia, na escombreira da Hüstener Gewerkschaft no Sauerland (Renânia do Norte-Vestefália), no poço "Eckardthütte" perto de Leimbach (Mansfeld) na Saxónia-Anhalt, no poço "Weißer Hirsch" perto de Neustädtel (Schneeberg) e em várias fossas em Zechenberg, perto de Hohenstein-Ernstthal na Saxónia e na escombreira de Kammberg no município de Joldelund em Schleswig-Holstein.
Na Áustria, a ferrihidrite só foi encontrada até à data em Rotbachl, em Zamser Grund (Zillertal) e em Silberberg perto de Reith im Alpbachtal no Inntal no Tirol. Outros locais de descoberta incluem o Egipto, a Antárctida, o Brasil, a China, a França, a Grécia, a Itália, o Japão, a Polónia, a Rússia, a Eslováquia, a Espanha, Tonga, a República Checa, o Turquemenistão e os Estados Unidos da América (EUA).
Também em amostras de rochas do Mar de Barents no Oceano Ártico, em várias amostras de rochas da Crista Média-Atlântica, da Bacia de Manus no Mar de Bismarck, da Crista do Pacífico Leste e do Monte submarino Franklin no Oceano Pacífico, bem como de amostras de rocha do Mar Vermelho.